# Емельянов, Юрий Васильевич
Ю́рий Васи́льевич Емелья́нов (род. 16 июня 1937, Москва, СССР) — советский и российский историк, кандидат исторических наук (1979). Лауреат Международной премии им. М. А. Шолохова в области литературы (2003) за дилогию о Сталине («Сталин: На вершине власти» и «Сталин: Путь к власти»).

## Биография
Родился и рос в Москве; сын B.C. Емельянова. С началом Великой Отечественной войны с семьёй эвакуирован в Барнаул. Вспоминал, что со своими сверстниками там они "бегали по двору с фанерными щитами, на каждом из которых был изображён леопард, как у Александра Невского из одноимённого фильма. При этом мы играли в «Разгром немцев под Москвой»".
После возвращения учился в средней специальной школе № 1, затем поступил в МГИМО, который окончил в 1960 году.
Работал в Институте мировой экономики и международных отношений АН СССР, затем перешёл в Институт международного рабочего движения АН СССР, выделившийся в отдельную структуру из ИМЭМО в 1966 году, где проработает до 1995 года. Член КПРФ. Указывала "нашими «аксакалами» в области идеологии" Виктора Трушкова, Владислава Гросула, Григория Змиевского и Емельянова Руководительница Отдела агитации и пропаганды МГК КПРФ. 
Автор более полутысячи публикаций по вопросам политической истории, американистики, международной жизни, современной истории России и мировой истории, в том числе около двух десятков книг.
Был консультантом и сыграл роль переводчика И. В. Сталина в фильме Юрия Озерова «Освобождение».
Женат. Есть сестра.